# Desideria Guicciardini
Desideria Guicciardini (Firenze, 1º gennaio 1954) è un'illustratrice e disegnatrice italiana.
È specializzata nella letterarura per bambini e ragazzi; sono stati pubblicati centinaia di suoi libri tradotti in varie lingue. La sua arte è apprezzata non solo in Italia..

## Biografia
Desideria Guicciardini nasce a Firenze, a 10 anni si trasferisce a Milano. Dopo il Liceo Classico si iscrive alla facoltà di Lettere moderne, ma il suo interesse per le illustrazioni la porta a seguire i corsi di litografia alla Scuola del Libro di Urbino e i corsi serali dell'Accademia di Brera.
Nel 1976 inizia il suo lavoro di illustratrice grazie all' incontro con Rosellina Archinto pubblica La bambola abbandonata di Alfonso Sastre. Nel 1977 Bambini andiamo alla Scala, curato da Pinin Carpi, ancora per le Emme Edizioni con cui continuerà a pubblicare costantemente negli anni a venire. Agli inizi non pubblica molto e, per integrare, lavora anche nella pubblicità. Nel 1986 inizia una lunga collaborazione con Mondadori  pubblicando Le più belle fiabe italiane, a cura di Guido Davico Bonino. Nel nuovo millennio inizia a collaborare proficuamente con case editrici inglesi, soprattutto con la casa editrice per bambini Usborne Notevole anche la collaborazione con la LAPIS di Roma con cui illustra per i ragazzi grandi classici come La divina commedia riscritta in italiano moderno da Arianna Punzi e  i promessi sposi di Sara Marconi. Nel 2014 vince il Premio Andersen e pubblica l'Odissea per ragazzi di Nicola Cinquetti che riceverà il premio Biblioteche di Roma nel 2016.

## Opere (selezione)

### Edizioni EL
- Alfonso Sastre, La bambola abbandonata, Milano, Emme, 1976, SBN SBL0150075.
- Pinin Carpi, Bambini andiamo alla Scala, collaborazione con l'Ente Autonomo Teatro alla Scala, Milano, Emme, 1977, SBN RAV0140295.
- Gianni Rodari, I viaggi di Giovannino Perdigiorno, Collana La biblioteca di Gianni Rodari n.30, Einaudi Ragazzi, 2012, ISBN 978-88-665-6006-7.
- Anna Cerasoli, La grande invenzione di Bubal, Emme edizioni, 2012, ISBN 978-88-6079-939-5.
  - (ES) La gran idea de Bubal, prima edizione spagnola, Boadilla del Monte, 2014, ISBN 9788467569476.
  - (KO) 숫자의 발명 : 원시인 소녀 부발의 멋진 아이디어, prima edizione coreana, 2014, ISBN 9788992026963, OCLC 1236505309.
  - (ZH) 布巴的五指计数 (Bu ba de wu zhi ji shu), prima edizione cinese, 2017, ISBN 9787549598045, OCLC 1124076456.
  -  altra edizione italiana, 2020, ISBN 978-88-6714-998-8. 
  -  seconda edizione spagnola, 2021, ISBN 9788413920054. 
  - (PL) Wielkie odkrycie Bubal, prima edizione polacca, Gdańsk, Wydawnictwo Adamada,, 2021, ISBN 9788374207829.
- Anna Cerasoli, La geometria del Faraone, prima edizione, Edizioni Emme, 2013, ISBN 978-88-6714-133-3.
  - (ES) La geometría del faraón, prima edizione spagnola, Madrid, SM, Boadilla del Monte, 2015, ISBN 9788467579161, OCLC 927816949.
  - (ES) terza edizione spagnola, 2015, OCLC 1228724564. 
  - (KO) 파라오의 정사각형 : 이집트 소년 아메스의 재미있는 기하학 이야기, 서울, 봄나무, 2014, ISBN 9791156130031, OCLC 1236508092.
  - (ZH) 埃姆斯的几何花园 / Ai mu si de ji he hua yuan, Guilin, Guang xi shi fan da xue chu ban she, 2017, ISBN 9787549598069, OCLC 1124076459.
  -  altra edizione italiana, 2019, ISBN 9788867149179. 
  - (ES) sesta edizione spagnola, 2019, OCLC 1350425196. 
  - (PL) Geometria faraona, edizione polacca, Gdańsk, Wydawnictwo Adamada, 2020, ISBN 9788374207836, OCLC 1245443208.
- Le più belle fiabe classiche, Edizioni Emme, 2014, ISBN 9788866562146.
- Le più belle fiabe classiche, Edizioni Emme, 2014, ISBN 9788866562146.
- Roberto Piumino, Fiabe infinite, Edizioni Emme, 2014, ISBN 9788860798152.
- Anna Cerasoli, È matematico, raccolta di quattro album tra cui La geometria del Faraone e La grande invenzione di Bubal, Emme edizioni, 2014, ISBN 978-88-6714-316-0, OCLC 908165725.
  -  altra edizione, 2015, OCLC 946473496. 
  -  altra edizione, 2018, OCLC 1153182574.

### Mondadori
- Guido Davico Bonino, Le più belle fiabe italiane : Campania, Basilicata, Calabria, Mondadori, 1986, SBN BRI0023107.
- Guido Davico Bonino, Le più belle fiabe italiane : Lombardia, Valle d'Aosta, Piemonte, 1987, ISBN 9788804304869.
- Francesca Lazzarata, Fiabe del piccolo popolo, 1994, ISBN 9788804389521.
- Charles Perrault, Cappuccetto Rosso, 2001, ISBN 88-04-49149-3, SBN RAV0733190.
- Charles Perrault, Cenerentola, 2001, ISBN 88-04-49148-5, SBN RAV0733207.
- Charles Perrault, Il gatto con gli stivali, 2001, ISBN 978-88-04-49151-4, SBN RAV0733230.
- Charles Perrault, La bella addormentata nel bosco, 2001, SBN RAV0733215.
- Charles Perrault, Racconti di mamma oca, 2001, ISBN 978-88-566-4104-2, SBN MOD1640175.
- Italo Calvino, Fiabe un po' da piangere, 2018, ISBN 9788804688594.

### Lapis
- Dante e Arianna Punzi, La divina commedia, 2014, ISBN 9788878748217.[3]
- Omero e Nicola Cinquetti, Iliade, 2015, ISBN 978-8878743878.
- Silvia Roncaglia, le storie più belle delle Le mille e una notte, 2020, ISBN 978-8878747838.
- Omero e Nicola Cinquetti, Odissea, 2021, ISBN 9788878743274.
- Alessandro Manzoni e Sara Marconi, Promessi sposi, 2023, ISBN 9788878749054.[2]
- William Shakespeare e Nicola Cinquetti, Romeo e Giulietta, 2023, ISBN 978-8878749627.

### Usborne
- (EN) Lesley Sims, Snow White and the seven dwarfs, 2005, ISBN 9780746080030.
- (EN) Russel Punter, Stories fo mermaids, 2007, ISBN 9780746080658.
- (EN) Fionas Watt, hop, skip and jump, 2007, ISBN 9780794519148.
- (EN) Felicity Brooks, Time for bed, Max and Millie, 2011, ISBN 9781409527909.
- (EN) Rosie Dickins, The Usborne art book about colour, in associazione con la National Gallery di Londra, 2014, ISBN 9781409577652.[11]
  - (FR) Rosie Dickins, <<L'>>art en couleurs Texte imprimé, 2015, OCLC 1010178029.
- (EN) Usborne magical illustrated stories, Lesley Sims, Louie Stowell (Curatori scientifici), 2015, ISBN 9781409586944.

### Altri editori
- Jannifer Saint, Elettra, Sonzogno, 2023, ISBN 978-8845410130.
- Collodi e Roberto Piumini, Pinocchio, Milano, RCS MediaGroup, 2017, OCLC 1045979781.
- Emanuela Nava, Quando i babbuini andavano al cinema, Milano, Feltrinelli, 1999, ISBN 9788807910036.
- Emanuela Nava, Latte e pappa : c'erano una volta un bambino e la sua mamma, Milano, Feltrinelli, 1999, ISBN 9788895443966.
- Emanuela Nava, L'uomo che lucidava le stelle, Milano, Edizioni Piemme, 2019, ISBN 9788856671322.

## Premi e riconoscimenti
- 2014, Premio Andersen. Premiata come miglior illustratore dell'anno con la motivazione: “Per un lungo, operoso e ricco percorso, sempre condotto all’insegna di un’assoluta e convinta professionalità. Per il coerente e ininterrotto valore della propria opera. Per una colta e attenta sensibilità figurativa capace, in ogni occasione, di entrare in forte rapporto con il testo. Per la vivida, intensa e struggente bellezza di alcune delle sue opere più recenti.”[12]
- 2016, Premio Biblioteche di Roma.[10] con l'Odissea di Nicola Cinquetti[13]